# Alex Conti

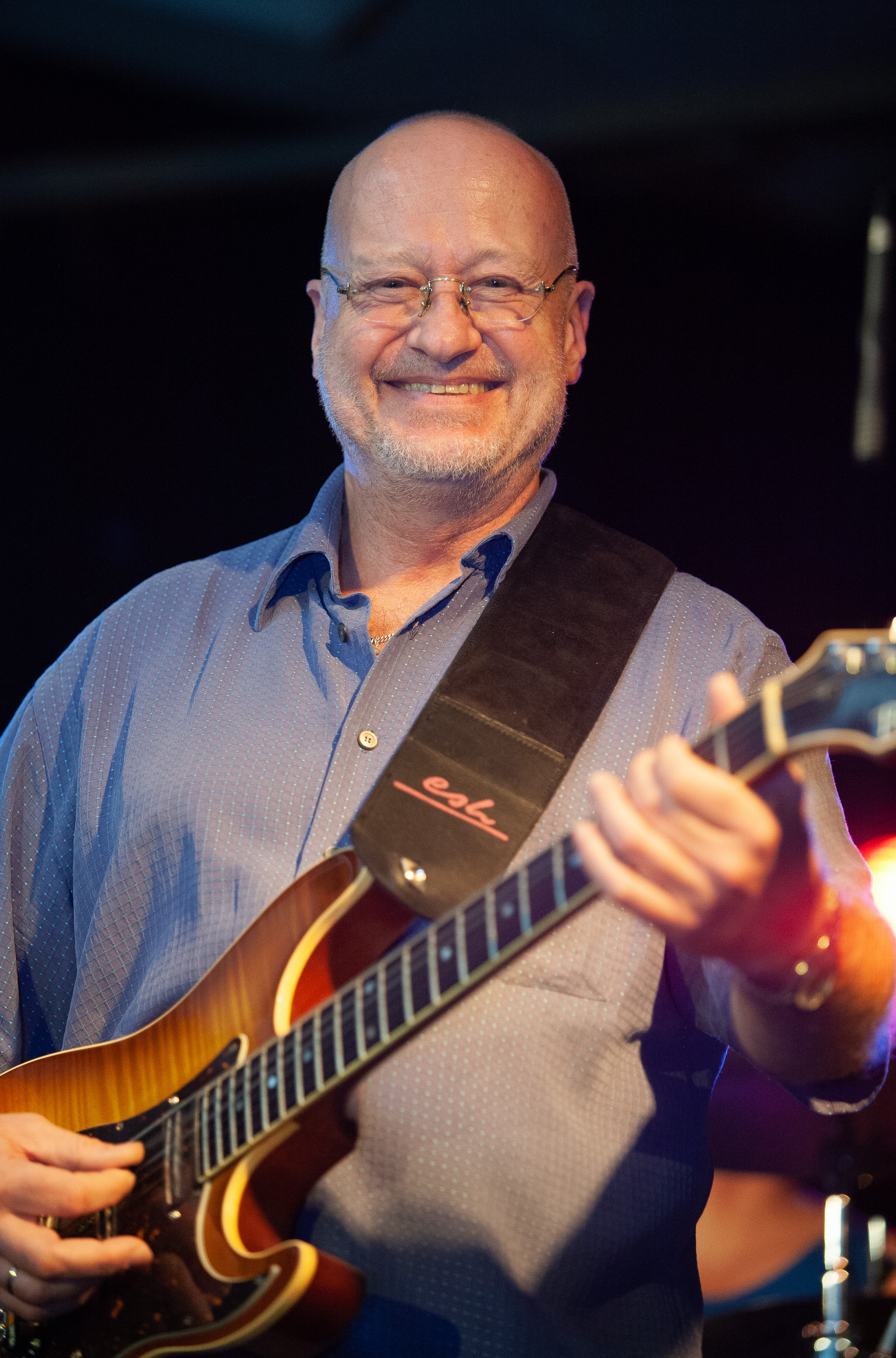
Alex Conti (2007)

Alex Conti (* 2. April 1952 in Berlin) ist ein deutscher Gitarrist.

## Leben und Wirken
Conti war bereits 1969 im Alter von 17 Jahren Berufsmusiker. 1973 verbrachte er ein Jahr bei Bands (u. a. Curly Curve) in England. 1974 trat er der Band Atlantis bei, wo er Dieter Bornschlegel an der E-Gitarre ersetzte. Mit Atlantis war Conti 1975 auf Tour durch die USA als Vorgruppe von Aerosmith und Lynyrd Skynyrd. Er ist auf den beiden Atlantis-Alben Ooh Baby und Atlantis Live zu hören. 1975 wechselte Conti, nach einem kurzen Intermezzo bei Rudolf Rock & die Schocker, zu Lake, deren Debüt-Album 1976 ein europaweiter Erfolg wurde und mehrere Charts angeführt hat. Da die Band auch in den USA erfolgreich war, führten 1977 und 1978 mehrere Tourneen dorthin, u. a. mit Neil Young und abermals mit Lynyrd Skynyrd.
1980 verließ Conti die Band Lake, die sich 1988 auflösen sollte. Er veröffentlichte 1981 und 1984 zwei Soloalben, anschließend schloss er sich zwei Jahre der Hamburger Band Elephant an. 1986 und 1987 erfolgte eine Zusammenarbeit mit Herwig Mitteregger auf dessen Alben Immer mehr und Jedesmal. 1993 spielte er auf dessen „Die-besten-Songs-1983–1993“-Tour. Ebenso wirkte er 1997 auf dem Album Aus der Stille mit und begleitete die gleichnamige Tour. In den Jahren 1990 bis 1994 leitete Conti seine eigene Band Rosebud, mit der er drei Alben veröffentlichte. Im Jahr 1997 nahm er darüber hinaus mit der früheren Atlantis-Sängerin Inga Rumpf ein Album auf. Seit 1992 wirkt Conti in der Hamburg Blues Band, mit der er vier CDs sowie über 1000 Auftritte absolviert hat.
2000 machte Conti zusammen mit Frank Diez einen musikalischen Ausflug in die Vergangenheit der Rockmusik. Gemeinsam mit Colin Hodgkinson, Tony Hicks, Keyboarder Wolfgang Norman Dalheimer und Saxophonist Jon Smith nahmen sie ihre Lieblingstitel der 1960er- und 1970er-Jahre neu auf, die allerdings erst 2008 als Bärlin Blues Band unter dem Titel Berlin Blues veröffentlicht wurden.
2003 wirkte Conti bei der Neugründung der Band Lake mit, die ab dem Folgejahr wieder auf Tournee ging und im Jahr 2005 ihr Comeback-Album The Blast of Silence vorlegte. Ab Herbst 2006 wirkte Conti außerdem gemeinsam mit Richie Arndt, Gregor Hilden und Henrik Freischlader an der Produktion des Albums Rorymania mit, wobei es auch bei diesem Projekt zu zwei Tourneen kam.
2008 wirkte Alex Conti auf der CD Kaleidoscopia des Schweizer Musikers Beatnik mit. Auf diesem Album spielten mit Bassist Raoul Walton, Keyboarder Mathias Ulmer und Schlagzeuger Peter Kumpf auch Mitglieder der aktuellen Besetzung der Gruppe Anyones Daughter mit.
2009 spielte Conti ein Instrumental-Album ein, das unter dem Titel Shetar am 30. April 2010 veröffentlicht wurde.
Im Jahr 2010 war Conti mit Lake bereits zum dritten Mal Support einer Tournee von Lynyrd Skynyrd, diesmal in Deutschland. Ein weiteres Projekt 
mit den Bluesgitarristen Timo Gross und Richie Arndt führte zur Veröffentlichung der CD The Vineyard Sessions Vol. II, der sich eine gleichnamige Tournee anschloss. Dieses Album wurde für den Preis der deutschen Schallplattenkritik nominiert.

## Diskografie
- Conti (Soloalbum 1982)
- Continued (Soloalbum 1984)
- Shetar (Soloalbum 2010)

- mit Atlantis
  - Ooh Baby (1974)
  - Atlantis – Live

- mit Lake
  - Lake (1976)
  - Lake II (1978)
  - Paradise Island (1979)
  - Ouch! (1980)
  - The Blast of Silence (2005)
  - Live (2007; DVD)
  - Freedom (2012; Aus dem Verkauf genommen)
  - Wings of Freedom (2014)
  - Live - Wings Of Freedom Tour (2014: Limited Edition 2CDs)
  - Wings of Freedom (2015, Vinyl, 1 LP)

- mit Herwig Mitteregger
  - Immer mehr (1985)
  - Jedesmal (1987)
  - Die besten Songs 1983–1993 (1993; mit auf Tour)
  - Aus der Stille (1997)

- mit Rosebud
  - San Simeon
  - Keep Smiling…

- mit Rockship und Inga Rumpf
  - Rough enough (1997)

- mit Hamburg Blues Band
  - Real Stuff
  - Rollin’
  - Touch
  - Live On The Edge of a Knife

- mit Richie Arndt
  - Rorymania (2007)

- mit Frank Diez als Bärlin Blues Band
  - Berlin Blues (2008)

- Alex Conti’s Electric Ballroom (1998)

- mit Siggi Schwarz
  - The Electric Guitar Legends (2004–2006)

- mit Beatnik
  - Kaleidoscopia (2008)

- mit Richie Arndt und Timo Gross
  - The Vineyard Sessions Vol. II (2010)